# Grammatisk tal
Numerus (latin) eller tal er en bøjningsform af substantiver (navneord), adjektiver (tillægsord), pronominer (stedord) eller verber (udsagnsord), som bruges i nogle sprog.
Det almindeligste er bøjning i singularis (ental) og pluralis (flertal). Visse sprog har dog også flere mellemformer, f.eks. dualis (total). Der var dualis på urindoeuropæisk og stadig på oldgermansk. Oldnordisk havde ligeledes forskellige personlige pronominer i dualis og pluralis: f.eks. vit 'vi to' ~ vér 'vi'.
Nogle substantiver forekommer kun i én numerus, dvs. enten ental (se singulare tantum) eller flertal (se plurale tantum).

## Grammatiske tal

### Singularis
Singularis (latin, af singulus "enkelt") = "ental", tit i modsætning til pluralis.

### Pluralis
Pluralis (latin, af plūrēs "flere") = "flertal", tit i modsætning til singularis.

#### Pluralis majestatis
Pluralis majestatis (lat. for "majestætens flertal") er fyrstelige personers brug af vi i stedet for jeg for at give stilen et ophøjet præg eller for derved at udtrykke, at der blev talt på folkets vegne.
Eksempler
"Vi er ikke fornøjede" (Dronning Victoria, "We are not amused")
"... Lad os stige derned og forvirre deres sprog, så de ikke forstår hinanden. ..."

#### Andre pluralisformer
Pluralis auctoris (latin for "forfatterens flertal") er den skrivendes brug af flertalsform om sig selv, jævnfør "Pluralis modestiae" 

### Dualis
Dualis = "to-tal" er et yderligere grammatisk tal. Hvor singularis betegner én, og pluralis betegner flere, betegner dualis/to-tal to. Muligvis skal kollektivum med i samlingen af grammatiske tal, idet betegnelsen dækker en flerhed, som beskrives samlet.
Dualis bruges ikke på dansk, men der er levn, som løber tilbage til sprogets rødder i proto-indoeuropæisk. I slovensk og bretonsk findes dualis stadig. Her kan man se, hvad meningen har været med denne form, nemlig at betegne dobbeltheder, som er naturligt forekommende:
Eksempler på dualis i bretonsk:
- Daouarn = "hænder" (når man vil beskrive begge hænder hos én person). Sammenlign dorn = "hånd" og dorniou = "hænder", (når man vil tale om mange personers hænder).
- Daoul = "øjne" (begge hos én person), lagad = "øje" og lagadoù = "øjne" (flere personers).

På dansk har vi et par ord, som volder besvær, fordi de egentlig er dualis-ord. Det er ordene forældre og tvillinger. Entalsformerne ("en forælder" og "en tvilling") findes nu, men er ikke accepterede af alle. Danske ord, som stadigvæk er i dualis, er f.eks. „både“ og „begge“.

### Trialis
Trialis = "tre-tal" er en numerus, der bl.a. kendes fra melanesiske sprogs pronomenbøjninger.

### Kvadralis
Kvadralis = "fir-tal" (af latin quattuor = 4) er en numerus, der har været undersøgt af lingvister, men som ikke med sikkerhed kan belægges i naturligt sprog. Der kan være tale om paukalis.

### Paukalis
Paukalis = "fåtal" (af latin paucus = fåtallig, af ringe omfang) angiver nogle få (sammenhørende) ting i oceaniske sprog (på stillehavsøer) og i serbisk.

## Fodnoter
1. ↑  Fremmedordbogen og den svenske artikel
2. ↑  Vedrørende "den babyloniske sprogforvirring" i Første Mosebog kapitel 11, hvor en af tolkningerne er at Gud her bruger Pluralis majestatis
3. ↑  Fremmedordbogen
4. ↑  trialis | lex.dk – Den Store Danske
5. ↑  melanesiske sprog | lex.dk – Den Store Danske
6. ↑  Don Hutchisson: Sursurunga Pronouns and the Special Uses of Quadral Number. I: Ursula Wiesemann (udg.): Pronominal Systems (= Continuum. Bd. 5). Narr, Tübingen 1986, ISBN 3-87808-335-1, S.
7. ↑  Quadral (Grammatik) – Wikipedia
8. ↑  oceaniske sprog | lex.dk – Den Store Danske
9. ↑  Greville G. Corbett: Number. Cambridge University Press, Cambridge 2000, ISBN 0-521-64016-4, S. 26 ff.
10. ↑  Michel Neyreneuf, Ghalib Al-Hakkak: Grammaire active de l‘arabe littéral. Paris 1996, S. 83.

| Sprog | Spire Denne artikel om sprog er en spire som bør udbygges. Du er velkommen til at hjælpe Wikipedia ved at udvide den. |